# Jean-Claude Daumas
Jean-Claude Daumas, né le 5 août 1950, est un historien français.

## Publications
- L’Amour du drap : Blin et Blin Elbeuf (préf. Jean-Pierre Chaline), Besançon, Presses universitaires de Franche-Comté, 1999.
- Les Territoires de la laine : L’industrie lainière en France au XIXe siècle, Villeneuve-d’Ascq, PU du Septentrion, 2004.
- La révolution matérielle : Une histoire de la consommation France XIX-XXe siècles, Flammarion, 2018.